# دانيال أفيلا رويز
دانيال أفيلا رويز (بالإسبانية: Daniel Ávila Ruiz)‏ هو سياسي مكسيكي، ولد في 3 أغسطس 1971 في المكسيك. حزبياً، نشط في حزب العمل الوطني. وقد انتخب عضو مجلس الشيوخ من المكسيك عن دائرة Yucatán ‏ وقد انضم خلال فترته النيابية ‏  للكتلة البرلمانية حزب العمل الوطني وانتخب عضو مجلس النواب المكسيك.